# 宮元啓介
宮元 啓介（みやもと けいすけ、1992年12月16日 - ）は、日本のキックボクサー。埼玉県出身。橋本道場所属。血液型A型。『THE CYCLONE』と称されるヴァリエーション豊かな飛び後ろ回し蹴りや三日月蹴りなど華麗な蹴り技が武器である。前WBCムエタイ・インターナショナル・スーパーバンタム級王者、現WPMF世界スーパーバンタム級王者。

## 来歴
小学4年生から空手を始め、数多くのタイトルを獲得した。
2008年4月、極真会館主催 第4回国際青少年空手道選手権大会 組手の部・15歳男子-65kg級に於いて
日本人選手最高位の3位に入賞した。
2008年5月、極真連合会主催 第7回全国ジュニア空手道選手権大会 高校男子60kg未満級に於いて優勝した。

2008年5月に士道館荻野道場から同連盟でキックボクシング界名門の橋本道場へ移籍。
本格的にキックボクシングに取り組む。

2009年6月28日、K-1甲子園2009関東地区予選大会に出場し、Bブロック決勝戦で西川康平を下し、優勝を果たした。
2009年8月10日、K-1甲子園FINAL16で前年度ベスト8の平塚大士と対戦し、右ハイキックから左ハイキックの流れ技で1RKO勝ちで準々決勝に駒を進めた。
2009年10月26日、K-1 WORLD MAX 2009 FINALにて行なわれたK-1甲子園準々決勝で野杁正明と対戦し、野杁の膝蹴りとパンチに終始圧倒され、0-3の判定負け。
2010年1月31日、マーシャルアーツ日本キックボクシング連盟興行「BREAK-1 〜士道館新春正月興行〜」で大野貴志と対戦し、3R判定勝ち、プロデビュー戦を勝利で飾った。
2010年4月18日、J-NETWORK興行「J-FIGHT in SHINJUKU 〜vol.14〜」に出場。池田龍世と対戦し、3R2分23秒ハイキックで2度目のダウンを奪いKO勝ち。
2010年5月30日、マーシャルアーツ日本キックボクシング連盟興行「BREAK-2」に出場するが、対戦相手のボン太がケガにより棄権したため、不戦勝となった。
2010年6月27日、マーシャルアーツ日本キックボクシング連盟興行「BREAK-3」のバンタム級新人王トーナメント準決勝で藤枝亮と対戦。1R開始30秒左フックで1度目のダウンを奪い、1分10秒に再び強烈な左フックで2度目のダウンを奪いKO勝利を収めた。
2010年7月31日、谷山ジム主催興行「Big bang 2 〜ビッグバン 統一への道 其の弐〜」に出場。菊池洋次朗と対戦し3Rをフルに戦い3-0で判定勝ち。
2010年10月10日、マーシャルアーツ日本キックボクシング連盟興行「BREAK-6」のバンタム級新人王トーナメント決勝戦で渡部博と対戦。2Rに右フック、右ストレートで2度のダウンを奪った上で、3Rをフルに戦い3-0（三者とも30-26）の大差で判定勝利を収めた。これによりマーシャルアーツ日本キックボクシング連盟「2010バンタム級新人王」となった。
2010年11月20日、K-1甲子園 KING OF UNDER 18 〜FINALで行なわれたK-1甲子園1回戦で岩崎悠斗に1-2の判定負けを喫した。
2011年1月15日、マーシャルアーツ日本キックボクシング連盟興行「BREAK-8 〜士道館新春正月興行 FIGHT FOR PEACE 2〜」のバンタム級ランキングチャレンジマッチに於いて真樹ジムオキナワのカズ仲村渠と対戦し3-0の判定勝ちを収めた。
2011年3月26日、マーシャルアーツ日本キックボクシング連盟興行「BREAK-11 〜NEXUS〜」に於いて同連盟バンタム級3位の松本圭一太と対戦し1R前蹴りでボディにダメージを与え、左ボディフックでKO勝ちを収めた。

2011年日本大学文理学部に進学するが、学業があまりにも忙しく練習ができない為これではチャンピオンにはなれないと思い中退。

2011年6月18日、マーシャルアーツ日本キックボクシング連盟興行「BREAK-14 〜IRIS〜」に於いて田中将士と対戦し各Rにダウンを奪い続け、膝蹴りでKO勝ちを収めた。
2011年9月25日、マーシャルアーツ日本キックボクシング連盟興行「BREAK-17 ～Khaos～ 交流戦6番勝負」の先鋒戦に於いて梅原タカユキと対戦、宮元は序盤から重みのある攻撃。テンカオ、前蹴り、左ボディとキャリアのある梅原を追い込むが、後半なると梅原は徐々に反撃。4Rには梅原の肘で宮元はテンプルをカット。最終ラウンドには首相撲で優位に立ち肘も入れていく。宮元は最後にラッシュを見せるが梅原に僅差で敗れる。。

## 戦績
| キックボクシング 戦績 | キックボクシング 戦績 | キックボクシング 戦績 | キックボクシング 戦績 | キックボクシング 戦績 | キックボクシング 戦績 | キックボクシング 戦績 |
| --------------------- | --------------------- | --------------------- | --------------------- | --------------------- | --------------------- | --------------------- |
| 54 試合               | (T)KO                 | 判定                  | その他                | 引き分け              | 無効試合              |                       |
| 34 勝                 | 11                    | 21                    | 2                     | 7                     | 0                     |                       |
| 13 敗                 | 3                     | 10                    | 0                     | 7                     | 0                     |                       |

| 勝敗 | 対戦相手                         | 試合結果                          | 大会名 | 開催年月日     |
| ○    | 栗秋祥梧                         | 3R 判定 勝ち                      | KNOCK OUT CHAMPIONSHIP.2 | 2020年9月13日  |
| ○    | 鈴木貫太                         | 不戦勝                            | REBELS.65 | 2020年8月30日  |
| ○    | 小笠原裕典                       | 5R 判定 勝ち                      | KNOCK OUT 2019 BREAKING DAWN | 2019年11月1日  |
| ○    | 直也                             | 5R 延長1R 判定 勝ち               | Join Forces-14 | 2019年7月15日  |
| ×    | 良星                             | 5R 判定 負け                      | KNOCK OUT 2019 SPRING「THE FUTURE IS IN THE RING」 | 2019年4月29日  |
| ○    | KOUMA                            | 3R 判定 勝ち                      | PANCRASE REBELS RING.1 DAY | 2019年2月17日  |
| ○    | ”闘ふ”神主櫻木崇弘               | 5R 判定 勝ち                      | CHAMPIONS CARNIVAL 2018-Ⅱ（INNOVATION） | 2018年12月8日  |
| ○    | ダウサコン・モータッサナイ       | 4R 判定 勝ち                      | REBELS.58 | 2018年10月8日  |
| △    | KING強介                         | 5R ドロー                         | REBELS.57 | 2018年8月3日   |
| ×    | 髙橋亮                           | 5R 判定 負け                      | KNOCK OUT 2018 OSAKA 1st | 2018年5月3日   |
| △    | 小笠原裕典                       | 3R ドロー                         | REBELS.54 | 2018年2月18日  |
| ×    | 江幡塁                           | 5R 判定 負け                      | KING OF KNOCK OUT 2017 両国 | 2017年12月10日 |
| ○    | 野呂裕貴                         | 3R KO 勝ち                        | KNOCK OUT vol.5 | 2017年10月4日  |
| ○    | 伏見和之                         | 3R TKO 勝ち                       | ROAD TO KNOCK OUT.1 | 2017年5月10日  |
| ○    | 炎出丸                           | 3R 判定 勝ち                      | REBELS.49 | 2017年3月11日  |
| ×    | 小笠原瑛作                       | 3R KO 負け                        | KNOCK OUT vol.0 | 2016年12月5日  |
| ○    | チューチャイ・ゲオサムリット     | 2R KO 勝ち                        | Japan Kickboxing Innovation認定第3回岡山ジム主催興行 | 2016年10月9日  |
| △    | 工藤政英                         | 3R ドロー                         | KUNLUN FIGHT 49×REBELS.45 | 2016年8月7日   |
| ○    | 北薗翔大                         | 5R 判定 勝ち                      | NO KICK NO LIFE 〜THE FINAL〜 | 2016年6月24日  |
| ○    | 中務幸信                         | 5R 判定 勝ち                      | JAPAN KICKBOXING INNOVATION Dream Force-11 | 2016年4月29日  |
| ×    | 那須川天心                       | 2R KO 負け                        | NO KICK NO LIFE 2016 | 2016年3月12日  |
| ○    | ナコンレック・エスジム           | 4R TKO 勝ち                       | JAPAN KICKBOXING INNOVATION CHAMPIONS CARNIVAL2015 | 2015年12月12日 |
| ○    | アレクシス・バラテウ             | 3R KO 勝ち                        | | 2015年9月27日  |
| ×    | 内藤大樹                         | 3R 判定 負け                      | | 2015年6月21日  |
| ○    | 中務幸信                         | 5R 判定 勝ち                      | | 2015年4月26日  |
| ×    | 一戸総太                         | 5R 判定 負け                      | | 2015年2月11日  |
| ○    | ユウ・ウォーワンチャイ大田原友亮 | 5R 判定 勝ち                      | | 2014年12月13日 |
| △    | ムンファン・エスジム             | 5R ドロー                         | | 2014年9月27日  |
| ×    | 国崇                             | 5R 判定 負け                      | | 2014年7月21日  |
| ○    | 白井周作                         | 5R 判定 勝ち                      | | 2014年4月29日  |
| ○    | 裕喜                             | 3R 判定 勝ち                      | | 2014年3月16日  |
| ×    | 志朗                             | 5R 判定 負け                      | | 2014年1月12日  |
| △    | 波賀宙也                         | 5R ドロー                         | | 2013年9月22日  |
| ×    | 炎出丸                           | 5R 判定 負け                      | | 2013年7月21日  |
| ×    | 戸邊隆馬                         | 3R延長 判定 負け                  | | 2013年6月16日  |
| ○    | 将大                             | 5R 判定 勝ち                      | | 2013年3月20日  |
| △    | 邦博                             | 5R ドロー                         | | 2013年1月27日  |
| ×    | カンティポン・ソー・デェダムロン | 3R 0:50 TKO（レフェリーストップ） | マーシャルアーツ日本キックボクシング連盟 「BREAK－32 ～SEIZE～」                                                                                          | 2012年12月9日  |
| ○    | 日下部竜也                       | 5R終了 判定3-0                    | ニュージャパンキックボクシング連盟「KICK TO THE FUTURE 6」 【WBCムエタイ日本スーパーバンタム級タイトルマッチ】                                            | 2012年9月22日  |
| △    | マキ・ピンサヤーム               | 5R終了 判定0-1                    | マーシャルアーツ日本キックボクシング連盟 「KICK GUTS 2012 第15回梶原一騎杯～真樹日佐夫追悼記念興行～」                                                    | 2012年7月15日  |
| ○    | 新人（あらと）                   | 3R終了 判定2-0                    | ニュージャパンキックボクシング連盟「KICK TO THE FUTURE 2」 【スーパーファイト56kg契約交流戦】                                                             | 2012年4月29日  |
| ○    | 十二林稔                         | 3R 2:59 KO（ボディブロー）        | マーシャルアーツ日本キックボクシング連盟 「BREAK-24 ～SAGITTARIUS～ 山本佑機引退記念興行」                                                                | 2012年3月18日  |
| ○    | 平本悠                           | 5R 1:50 KO（右ハイキック）        | マーシャルアーツ日本キックボクシング連盟 「FIGHT FOR PEACE III 5大タイトルマッチ BREAK-22 ～士道館新春正月興行～」 【MA日本スーパーバンタム級王座決定戦】 | 2012年1月22日  |
| ○    | 邦博                             | 5R判定 3-0                        | マーシャルアーツ日本キックボクシング連盟 「BREAK－20 ～RAISE～」 【MA日本スーパーバンタム級王座決定トーナメント準決勝】                                   | 2011年11月20日 |
| ×    | 梅原タカユキ                     | 5R終了 判定0-3                    | マーシャルアーツ日本キックボクシング連盟 「BREAK-17～Khaos～ 交流戦6番勝負」                                                                              | 2011年9月25日  |
| ○    | 田中将士                         | 3R 2:14 KO（膝蹴り）              | マーシャルアーツ日本キックボクシング連盟 「BREAK-14 ～IRIS～」                                                                                            | 2011年6月18日  |
| ○    | 松本圭一太                       | 2R 2:33 KO（左ボディフック）      | マーシャルアーツ日本キックボクシング連盟 「BREAK-11 ～NEXUS～」                                                                                           | 2011年3月26日  |
| ○    | カズ仲村渠                       | 3R終了 判定3-0                    | マーシャルアーツ日本キックボクシング連盟 「BREAK-8 〜士道館新春正月興行 FIGHT FOR PEACE 2〜」                                                             | 2011年1月15日  |
| ○    | 渡部博                           | 3R終了 判定3-0                    | マーシャルアーツ日本キックボクシング連盟「BREAK-6」 【バンタム級新人王トーナメント 決勝】                                                                 | 2010年10月10日 |
| ○    | 菊池洋次朗                       | 3分3R終了 判定3-0                 | 谷山ジム主催「Big bang 2 〜ビッグバン 統一への道 其の弐〜」                                                                                               | 2010年7月31日  |
| ○    | 藤枝亮                           | 1R 1:10 KO（左ストレート）        | マーシャルアーツ日本キックボクシング連盟 「BREAK-3 〜日泰国際戦＆MA日本ランキング戦〜」 【バンタム級新人王トーナメント 準決勝】                           | 2010年6月27日  |
| ○    | ボン太                           | 不戦勝                            | マーシャルアーツ日本キックボクシング連盟 「BREAK-2 〜WMAF世界フェザー級タイトルマッチ＆ウェルター級王座決定戦〜」 【バンタム級新人王トーナメント 2回戦】  | 2010年5月30日  |
| ○    | 池田龍世                         | 3R 2:23 KO（右ハイキック）        | J-NETWORK「J-FIGHT in SHINJUKU 〜vol.14〜」 | 2010年4月18日  |
| ○    | 大野貴志                         | 2分3R終了 判定2-1                 | マーシャルアーツ日本キックボクシング連盟 「士道館新春正月興行 BREAK-1」                                                                                   | 2010年1月31日  |

### アマチュアキックボクシング
| 勝敗 | 対戦相手 | 試合結果                          | 大会名                                                                                   | 開催年月日     |
| ×    | 岩崎悠斗 | 2分1R終了 判定1-2                 | K-1甲子園 KING OF UNDER 18 〜FINAL 【K-1甲子園2010 1回戦】                               | 2010年11月20日 |
| ×    | 野杁正明 | 2分3R終了 判定0-3                 | K-1 WORLD MAX 2009 World Championship Tournament FINAL 【K-1甲子園2009 62kg級 準々決勝】 | 2009年10月26日 |
| ○    | 平塚大士 | 1R 1:38 TKO（レフェリーストップ） | K-1甲子園 〜FINAL 16 【K-1甲子園2009 62kg級 1回戦】                                      | 2009年8月10日  |

## 獲得タイトル
- WPMF世界スーパーバンタム級王者
- WBCムエタイ・インターナショナル・スーパーバンタム級王者
- 第4代WBCムエタイ日本統一スーパーバンタム級王者
- INNOVATION日本フェザー級王者
- 初代INNOVATION日本スーパーバンタム級王者
- 第2代MA日本ーパーバンタム級王者
- マーシャルアーツ日本キックボクシング連盟 2010年 バンタム級 新人王
- K-1甲子園2009 関東地区 Bブロック 王者
- JAKF（アマ）18戦17勝（4KO）1分
- 2009 第10回アマキック全日本選手権大会フェザー級 優勝、最優秀選手賞
- 第3回アジア国際ジュニア空手道選手権大会 高校男子軽・中量級 優勝
- 第7回全国ジュニア空手道選手権大会 高校男子軽量級 優勝
- 第3回東北極真カップ空手道選手権大会 中学男子重量級 優勝
- 第4回オールジャパンジュニア空手道選手権大会 中学男子軽・中量級 優勝
- 第2回全関東空手道選手権大会 中学男子-65kg級 優勝
- 第23回全国少年少女空手道選手権大会 中学男子重軽量級 優勝